# Roberto Paoli (designer)
Roberto Paoli (Ancona, ...) è un architetto e designer italiano.

## Biografia
Studia alla facoltà di architettura dell'Università degli Studi di Firenze dove si laurea nel 1994. 
Terminati gli studi prosegue il suo percorso dedicandosi prevalentemente alla progettazione di complementi d'arredo, lavorando per aziende quali Ligne Roset, Artemide, Fiamitalia, e Nemo Lighting.
Nel 2001 la Nemo Cassina, oggi Nemo Lighting, si affida alla sua creatività, attivando una proficua collaborazione che giungerà all'apice con la realizzazione della lampada Tru, candidata al Compasso d'Oro nel 2013 e vincitrice dell'Interior Innovation Award nel 2014.
Nel 2002 fonda a Milano uno spazio polifunzionale battezzandolo Seminato Mercadante che diventa sede del suo studio e dinamico luogo espositivo.
Rilevante è stato, nel corso degli anni, il suo lavoro nei confronti di Tucano, azienda di borse per laptop e accessori elettronici, per cui ricopre il ruolo di design director dal 2002 al 2012 e contribuisce a sviluppare una innovativa filosofia di prodotto.
Nel 2009 FreskoGel, un set di piedini per notebook in Technogel per Tucano, è stato inserito nel Design Index ADI 2009 come candidato per il Premio Compasso d'Oro.
Parallelamente continua ad approfondire il tema della luce e nel 2011 viene selezionato da Artemide, storica azienda d'illuminazione del design italiano. Da questa collaborazione nasce la collezione di lampade Cuma, prodotto con cui l'azienda ha saputo dare visibilità alle conoscenze tecniche e alla voglia di sperimentare del progettista. Nel 2012 è la volta di Ligne Roset. Il marchio francese lo sceglie come testimone dell'internazionalità del gusto italiano e gli propone di entrare nella propria scuderia di designer.
La collaborazione tra il designer e l'azienda prosegue annualmente a testimoniare una forte sintonia.
Roberto Paoli si occupa oltre che di prodotto anche di interior design e architettura: abitazioni, negozi e showroom, nonché allestimenti e stand fieristici.
Per Bilancioni, brand d'abbigliamento, realizza dei punti vendita a Cannes, Hanoi, Capri, Mosca, Dubai, Pechino e Hong Kong. Nel 2008 progetta per Tucano la sede aziendale a Milano e il negozio monomarca a New York. Nel 2009 l'azienda gli affida anche la progettazione del Flagship Store a Milano. Nel 2011 rinnova gli interni dello studio legale Oppenheim, spazio di 1200 m² che riunisce uno staff di circa cinquanta avvocati nel cuore di Budapest.
Dal 2013 Seminato Mercadante è anche il nome che sceglie per la sua linea di oggetti autoprodotti. Nel 2009, 2010, 2011 e 2012 ha vinto quattro volte consecutive il Good Design Award di Chicago, rispettivamente per lo specchio Mir di Fiamitalia, la lampada da parete Flight Linear di Nemo Cassina, la collezione Keyra e la sospensione Nia, entrambe per Leucos. Nel 2017, 2018 e 2019 vince nuovamente il Good Design Award di Chicago, per il tavolo Cop di Bonaldo, la poltrona Geleé Lounge di Slide e per la poltroncina Pippi di Midj.
Attualmente, oltre alle già citate aziende, lavora con Leucos, Bonaldo, Slide , TVS, Modoluce, Chairs & More e Deknudt Mirrors.

## Eventi
È creatore e curatore di mostre, iniziative ed eventi di cultura del design.
Tra questi emerge il Salon des Refusés, una mostra organizzata all'Hangar Bicocca nel 2005.
L'intento è stato quello di accogliere i migliori pezzi di grandi progettisti, italiani ed esteri, rifiutati dalle aziende in un Salone parallelo a quello del mobile dello stesso anno

## Opere

### Product Design
- Collezione Ubi Maior per Fiamitalia (2003)
- Lampada Nebula per Nemo Cassina (2003)
- Lampada U-light per Segno (2005)
- Mobile TV Kristal per Fiamitalia (2006)
- Mobile TV Holly per Fiamitalia (2007)
- Lampada Flight Linear per Nemo Cassina (2008)
- Specchio Mir per Fiamitalia (2009)
- Collezione Home Office Luminare per Fiamitalia (2009)
- Set di piedini per notebook FreskoGel per Tucano (2009)
- Tavolo allungabile Tale per Fiamitalia (2011)
- Portariviste Vogue per Fiamitalia (2011)
- Tavolo basso Orbit per Fiamitalia (2011)
- Lampada Keyra per Leucos (2011)
- Lampada Cuma per Artemide (2011)
- Lampada Nia per Leucos (2012)
- Lampada Tru per Nemo (2012)
- Tappeto Ciado[12] per I+I (2013)
- Tavolo basso 360 degrés[13] per Ligne Roset (2013)
- Lampada Multiball per Modoluce (2013)
- Specchio lampada Mir per Fiamitalia (2013)
- Lampada Disk per Modoluce (2014)
- Specchio Yubu per Ligne Roset (2014)
- Poltroncina e tavolo basso Tarta per Slide (2014)
- Specchio Obel per Bonaldo (2014)
- Specchio Loid per Ligne Roset (2015)
- Tavolo basso Chino per Ligne Roset (2015)
- Tavolo basso Pisa per Ligne Roset (2015)
- Collezione di sedute Babah[14] per Chairs&More (2015)
- Specchio Cord per Deknudt Mirrors (2016)
- Specchio Badù per Ligne Roset (2016)
- Mensola Wallhouse per Ligne Roset (2016)
- Collezione di lampade ABC per Modoluce (2016)
- Oggetto multifunzione da parete Piers per Bonaldo (2016)
- Ampliamento collezione Babah per Chairs&More (2016)
- Ampliamento collezione Gelée per Slide (2017)
- Lampada Alco per Modoluce (2017)
- Tavolo Cop per Bonaldo (2017)
- Collezione Loomy per Ligne Roset (2018)
- Specchio Tilt per Deknudt Mirrors (2018)
- Collezione di sedute Nube per Chairs&More (2018)
- Collezione di lampade Giotto per Slide (2019)
- Sedia Dogo per Chairs&More (2019)
- Collezione di sedute Pippi per Midj (2019)
- Collezione di banconi bar Cordiale per Slide (2019)

### Interior Design
- Negozi Bilancioni[15] a Cannes, Hanoi, Capri, Mosca, Dubai, Pechino e Hong Kong.
- Negozio monomarca Tucano, New York (2008)
- Sede Tucano, Milano (2008)
- Flagship Store Tucano, Milano (2009)
- Uffici studio legale Oppenheim, Budapest (2011)
- Negozio monomarca Slide, Milano (2017)

## Riconoscimenti
Ha ricevuto i seguenti riconoscimenti:
- Pubblicazione su ADI Design Index per set di piedini per notebook FreskoGel[16] (2009)
- Good Design Award per specchio Mir (2009)
- Good Design Award per lampada da parete Flight Linear[17] (2010)
- Good Design Award per lampada Keyra (2011)
- Good Design Award per lampada Nia (2012)
- Premio "Office of the Year" indetto dal gruppo Iroda.hu per la progettazione degli interni dello studio legale Oppenheim[18] a Budapest (2012)
- Pubblicazione su ADI Design Index per lampada Tru[19] (2013)
- Interior Innovation Award per lampada Tru[20] (2014)
- Good Design Award per tavolo Cop (2017)
- Good Design Award per poltrona Gelée Lounge (2018)
- Good Design Award per poltroncina Pippi (2019)